# Rikuto Hirose
Rikuto Hirose (jap. 広瀬陸斗, Rikuto Hirose; * 23. September 1995 in Saitama, Präfektur Saitama) ist ein japanischer Fußballspieler.

## Karriere
Rikuto Hirose erlernte das Fußballspielen in der Jugendmannschaft des Erstligisten Urawa Red Diamonds. Seinen ersten Vertrag unterschrieb er 2014 bei Mito Hollyhock. Der Club aus Mito spielte in der zweiten Liga des Landes, der J2 League. Für Mite absolvierte er 30 Zweitligaspiele. 2015 wechselte er zum Ligakonkurrenten Tokushima Vortis nach Tokushima. Für den Club stand er bis 2018 98-mal auf dem Spielfeld. 2019 unterschrieb er einen Einjahresvertrag beim Erstligisten Yokohama F. Marinos. Mit dem Club aus Yokohama wurde er 2019 japanischer Fußballmeister. 2020 ging er zu den ebenfalls in der J1 League spielenden Kashima Antlers nach Kashima. Hier stand er vier Spielzeiten unter Vertrag. Für die Antlers bestritt er 71 Ligaspiele. Im Januar 2024 wechselte er zum Ligakonkurrenten Vissel Kōbe. Am 24. November 2024 stand er mit Vissel Kōbe im Endspiel des Kaiserpokals. Gegen Gamba Osaka gewann man durch das Tor von Taisei Miyashiro mit 1:0. Am Ende der Saison 2024 feierte er mit Vissel die japanische Meisterschaft.

## Erfolge
Yokohama F. Marinos
- Japanischer Meister: 2019

Vissel Kōbe
- Japanischer Meister: 2024
- Japanischer Pokalsieger: 2024

## Sonstiges
Rikuto Hirose ist der Sohn von Osamu Hirose.